# Халид ибн Бандар Аль Сауд (1977)
Халид ибн Бандар Аль Сауд (араб. خالد بن بندر بن سلطان بن عبد ٱلعزيز آل سعود‎; род. 1977) — посол Саудовской Аравии в Великобритании (с 2019 года). С 2017 по 2019 год был послом Саудовской Аравии в Германии

## Биография

### Происхождение и образование
Принц Халид ибн Бандар родился в 1977 году в семье принца Бандара ибн Султана Аль Сауда и его супруги, принцессы Хайфы бинт Фейсал Аль Сауд, дочери короля Фейсала ибн Абдул-Азиза.
Получил образование в Итонском колледже, а затем поступил в Пемброк-колледж, один из колледжей Оксфордского университета, где окончил факультет востоковедения. Затем принц Халид поступил в Королевскую военную академию в Сандхерсте, где получил звание офицера.

### Карьера
Закончив школу Флетчера при Университете Тафтса, начал карьеру в ООН, а затем работал советником посла Саудовской Аравии в США. Помимо дипломатической карьеры принц занимался бизнесом, руководил инвестиционной компанией Dayım Holding и компанией Hertz, которая занимается прокатом оборудования.
В июне 2017 года был назначен послом Саудовской Аравии в Германии, эту должность он занимал до марта 2019 года.
В марте 2019 года был назначен послом Саудовской Аравии в Великобритании.

### Семья
В марте 2011 года женился на 28-летней британской аристократке Люси Кэролайн Катберт, племяннице Ральфа Перси, 12-го герцога Нортумберленд.